# 越智家栄
越智 家栄（おち いえひで）は、室町時代中期から戦国時代にかけての武将。官位は弾正忠、伊賀守、修理大夫、刑部少輔。大和国高取城主。

## 略歴

### 筒井氏との合戦
大和の国人・越智氏の越智維通（家経?）の子として誕生。幼名は春童丸。
永享11年（1439年）、父・維通は大和永享の乱の首謀者として箸尾為憲（次郎左衛門と同一人物か）、大覚寺門跡義昭と共に室町幕府に討たれた。幼い春童丸（家栄）に変わって楢原氏（実名不詳）が越智氏を継いだが、嘉吉元年（1441年）7月に春童丸が楢原氏を破って当主になった。背景には、この年6月に6代将軍・足利義教が暗殺され（嘉吉の乱）、それに伴い復権した河内国守護畠山持国の後押しがあった。
同年、先の戦で幕府側についた筒井氏に内訌が起こり、摂津国河上五ヶ関務代官職を巡って筒井順弘と弟の成身院光宣、筒井順永が対立、順弘が光宣派に敗れると家栄は順弘を援助して筒井城を奪回、惣領に就けたが、嘉吉3年（1443年）に順弘が殺害されると河上五ヶ関の直接支配を狙った大乗院門跡経覚、古市胤仙、豊田頼英、小泉重弘らと組んで光宣を筒井城に封じ込め、管領となった畠山持国の後援もあって大和は経覚派の支配下になった。
ところが、文安2年（1445年）に光宣が反撃、経覚派が築いた鬼薗山城を落として五ヶ関代官職を獲得、以降一進一退の中、享徳2年（1453年）の古市胤仙の急死をきっかけに両派は翌年に和解した。長禄2年（1458年）に赤松氏遺臣の後南朝襲撃及び神璽の奪還に協力している（長禄の変）。

### 大和制圧
康正元年（1455年）、畠山持国が死亡して子の義就と甥の弥三郎、政長兄弟のお家騒動が発生、大和国人も2分された。光宣、順永兄弟は政長方に、家栄は義就につき、寛正元年（1460年）に義就が没落して嶽山城に籠城した時は攻め手として他の大和国人と共に参戦したが、文正元年（1466年）に義就が上洛の構えを見せると家栄も呼応して大和で筒井党に勝利、11月に十市遠清の仲介で光宣と和睦したが、応仁の乱でも義就派として古市胤栄、次いで弟の澄胤と組んで政長派の順永、十市遠清、箸尾為国と戦っている。
文明9年（1477年）9月に義就が河内へ下り、政長の領国河内を制圧すると家栄ら義就派も大和を占拠、筒井順尊（順永の長男）、十市遠清・遠相父子、箸尾為国らを追放した。その後は筒井党のゲリラに苦しめられつつも掃討に務めた。文明10年（1478年）には娘を古市澄胤に嫁がせている。また、義就が支持していた足利義視の西幕府では家栄を高く評価して和泉守護に任じる人事を行うが、乱の終結と共に西幕府が解散したため、幻に終わった。
延徳2年（1490年）、義就が死去。家栄は後を継いだ子の基家（義豊）にも引き続き仕えた。基家は明応2年（1493年）に政長と10代将軍・足利義稙に攻め込まれるが、密かに連携していた細川政元が明応の政変を起こして政長は敗死、義稙を捕縛して新たに従兄の義澄を擁立したので基家は窮地を脱した。それに伴い、家栄と澄胤が上洛している。

### 晩年
しかし、政長の遺児・畠山尚順が筒井党と共に反撃に出て明応6年（1497年）には十市遠治（遠清の孫）に敗れて家栄は子の家令と共に吉野に没落した。しかし、翌年になると、家栄は高取城に帰り、一応勢力を挽回している。それから2年後に家栄は死去した。
世阿弥の孫・観世十郎大夫を保護し、越智観世を始めたという。